# Моцо
Мо̀цо (на италиански: Mozzo; на ломбардски: Mòss, Мос) е градче и община в Северна Италия, провинция Бергамо, регион Ломбардия. Разположено е на 252 m надморска височина. Населението на общината е 7424 души (към 2017 г.).